# (6966) Vietoris
(6966) Vietoris ist ein Asteroid des inneren Hauptgürtels, der am 13. September 1991 von den deutschen Astronomen Lutz D. Schmadel und Freimut Börngen an der Thüringer Landessternwarte Tautenburg (IAU-Code 033) in Thüringen entdeckt wurde.
Der Asteroid wurde am 10. Juni 1998 nach dem österreichischen Mathematiker und Supercentenarian Leopold Vietoris (1891–2002) benannt, der zahlreiche Beiträge zur Topologie lieferte, deren bekanntester wohl die Mayer-Vietoris-Sequenz darstellt.